# Philip Rademaker
Philip 'Fifi' Rademaker (Willemstad, Curaçao, 1944) is een Curaçaos dichter, acteur, voordrachtskunstenaar, schilder en regisseur.

## Leven
Philip Rademaker werd in 1944 geboren op Curaçao. Hij groeide op in de wijk Otrabanda. Later verhuisde hij naar Bandabou, de regio waar zijn overgrootmoeder in 1881 een huis bouwde. Zij was slaafgemaakte van Landhuis Savonet en werd in 1856 gemanimuteerd (vrijgekocht uit slavernij).
Rademaker studeerde voor leraar Engels en Frans.
Voordat hij fultime kunstenaar werd, werkte Rademaker als aandelenhandelaar bij Maduro & Curiel's Bank (MCB), accountmanager marketing en reclame en bij de Curaçao Tourist Board. Lang was hij ook partner in een bedrijf met enkele vrienden dat uiteindelijk failliet ging.

## Carrière
Een opsomming van zijn werken en optredens (niet compleet):
Regisseur
- Lamán met theatergroep Grupo Thalia (1994)[3]
- Gai bieu ta traha sòpi stěrki (Aruba, 1994)[4]
- E Kompromiso (een van de drie ėėnakters van Grupo Thalia, Curaçao, 1994[5]

Acteur (toneel en film)
- Caster Pushi met Grupo Thalia
- Ilushon di Anochi, de door Jules de Palm vertaalde toneelstuk A Midsummernight’s Dream van William Shakespeare (1968)
- Asina Tabata 2 (televisieprogramma)  in de rol van Alonso de Ojeda (1983)
- Ava & Gabriel - Un historia di amor van regisseur Felix de Rooy in de rol van Shon Bonheer (1990)
- Curaçao van de Hongaarse regisseur Carl Schultz in de rol van Harbor Master (1993)

Poëzie
- Otrobanda, a timeless poem of Curaçao = Otrobanda, un poema eterno di Kòrsou = Otrobanda, een tijdloos gedicht van Curaçao / photogr. by Sinaya R. Wolfert ; text Papiamentu by Philip Rademaker ; transl. by Joseph Hart and Erwin L. Wolfert (Sinaya Wolfert Fotografie, 2006)
- Di gaña gaña! (2016)
- Bos di Buriku (gedichten, 2000). Het gedicht Mi Lenga Papiamentu is in het Papiamentu en Engels online gepubliceerd.[6]
- Pa steru superfisie, tomo di poesia (geen jaartal)

Illustrator en strips
- Ortografia di Papiamentu (strip-serie)

Optredens en exposities
- Optreden met Raj Mohan, Shrinivási en Gilda Dannarag tijdens literatuurfestival Winternachten Poets of the memory - Suriname/Antilles (17 januari 2009).
- Tentoonstelling Traces in Landhuis Bloemhof op Curaçao (2009).
- Een van de 10 kunstenaars van de tentoonstelling Exploring the Past to Envisage the Future in Museo di Kòrsou. Curator: de Curaçaose kunsthistorica Jennifer Smit (2014).
- Tentoonstelling Hòmbu! in Landhuis Bloemhof gezamenlijk met de kunstenaars Omar Sling and Brett Russel (2017).

## Waardering
De website Curaçao Art omschrijft Philip Rademaker als een eclectisch kunstenaar. "Hij tekent portretten met pen en inkt; schildert steden en landschappen; maakt grote abstracte schilderijen – die hij bewust geen naam geeft, om geen interpretatie op te leggen – en hij werkt graag met hout en metalen. Hoewel zijn werk zeer divers is, zijn er overeenkomsten tussen zijn abstracte en realistische schilderijen. "Het gebruik van kleuren, materialen en lijnen verenigen mijn werk, alles is met elkaar verbonden."

## Prijzen
- In 2017 ontving Rademaker voor Curaçao de literaire prijs Tapushi Literario samen met Noris Doran.
- In 2021 ontving hij de prestitieuze Cola Debrotprijs voor literatuur.[7] Op de website van de overheid van Curaçao feliciteerde de regering hem "om te geloven in Curaçao, in positivisme en een gezonde opbouw van ons land. Zijn bijdrage stimuleert en leidt een groot deel van onze gemeenschap om te groeien en te verheffen."[8]. De prijs werd uitgereikt op Landhuis Savonet.